# モステクノロジー
モステクノロジー (MOS Technology, Inc.) は、かつてアメリカ合衆国に存在した半導体メーカーである。
有名な6502マイクロプロセッサを開発製造した企業として知られる。Mostek（モステク）というよく似た名前の半導体メーカーがあるが、無関係である。

## 歴史

### 6800よりも優れた6800
モステクノロジーは、テキサス・インスツルメンツの設計した電卓と、その電卓で使われるチップのセカンドソーサとして設立された会社である。また、一時期、アタリ社のカスタムチップ PONG を作ったこともある。電卓市場の成長に伴い、モステクノロジーはコモドール社に恩義を受けた（コモドールはモステクノロジーの製品をほとんど全部買い取っていた）。
1975年、モトローラのデザイナーの一部が、MC6800のリリース後すぐに、モステクノロジーに転職した。当時、知的財産権という考え方もほとんどなかったため、彼らはモステクノロジー社で6800によく似た新しいCPU、6501マイクロプロセッサの設計に携わった。このようにしてできた6501は、6800にピン配置にいたるまでそっくりで、かつ設計を単純化したために4倍に高速化されていた。

### マスク修正によるコスト削減
くわえて、モステクノロジーには秘密兵器があった。集積回路は設計したマスクパターンをシリコンウェハーに焼き付けることで製造される。しかし、このマスクには、設計上のバグと写真縮小時の副作用として傷がつくことがあった。このようなマスクを使ってチップを製造すると、いくつかはバグと傷の相乗効果で動作しないものになる。このため、1970年代の半導体製造では、実際に作ってみてそのうちいくつが動作するかが、製品価格を左右した。製造したチップのうちどれだけが正常動作するかという比率を「歩留まり率」 (yield rate) と呼ぶ。モステクノロジーは完成したマスクを後から修正する技術を持っていた。このため、製造工程でマスクの品質を高めて歩留まり率を向上させ、製品価格を低く設定することができたのである。

### 6502ファミリ
6501が発表されると、モトローラは即座に訴訟を起こした。6501は6800と互換性はなかったが、ピン配置が同じであるため6800向けのマザーボードに使うことができたのである。6501のセールスは停止され、モステクノロジーが最終的に20万USドルを支払って決着するまで長い時間がかかった。
その間にモステクノロジーは1975年に1MHzの6502を25USドルで売り出した。6502は6800やIntel 8080やザイログのZ80よりも高速で、安く、使いやすかった。6501のように既存のモトローラ向けハードウェアで使うことはできないものの、あまりにも安いため販売個数で6800を追い抜いた。
あまりの安さのため、1975年の見本市に最初に登場したとき、詐欺ではないかと思われたほどである。彼らはモステクノロジーのマスク技術に気づいておらず、一般的な歩留まり率で計算すると採算が取れないと思われたからである。モトローラとインテルは同じ見本市で対抗チップの価格を下げて提示した。このために詐欺ではないとわかって、6502のサンプルは見本市の終了までに全てバイヤー達に持っていかれた。
6502は、当時最も人気のあるチップのひとつとなった。いくつもの企業がモステクノロジーのライセンス供与を受けて650xシリーズを生産した。
モステクノロジーは6502が動作することを見せるためにシンプルなコンピュータキットKIM-1を設計した。電卓事業が行き詰りつつあったコモドール社はこれに目をつけ、KIM-1にディスプレイとキーボードをつけて箱に収めて Commodore PET として売り出した。
しかし、モトローラからのデザイナーはコモドール社との親密な関係を嫌い、次々と辞めていった。

### コモドール・セミコンダクタ・グループ
6502は成功したものの、会社自体は問題を抱えていた。マイクロプロセッサ市場の拡大に伴って電卓市場がどんどん縮小していき、資金繰りの問題が発生するようになったのである。そこでコモドールが救いの手を差し伸べ、1976年、会社全体を買収した。買収後もしばらくは社名を変更しないでいたが、最終的にモステクノロジーはコモドール・セミコンダクタ・グループと改称した。ただし、改称後も1989年まで、出荷されるチップには "MOS" と印刷されていた。
6502の設計者の1人 Bill Mensch は、この買収の前に同社を辞めていたが、1978年、ウェスタンデザインセンター(WDC)を設立した。WDC は6502のライセンス供給を受け、CMOS版の 65C02、そのマイクロコントローラ版の 65C150 などを製造した。その後、16ビットにアーキテクチャを拡張した65816を製造している。WDCが6502とその周辺チップを全てCMOS化したおかげで、6502 は今でも組み込みシステムでは比較的よく使われている。

### GMTマイクロエレクトロニクスに改称と終焉
1994年コモドールが倒産すると、コモドール・セミコンダクタ・グループはかつての経営者に買い戻され、GMTマイクロエレクトロニクス (Great Mixed-signal Technologies) と改称した。しかし2001年、アメリカ環境保護庁 (EPA) は工場の操業停止を命じた。このためGMTは活動を停止し、清算された。GMTの半導体工場はEPAにより1989年から汚染地域に指定されている。

## 主な製品
- KIM-1 - 6502を使ったワンボードマイコンキット
- 6501 - MC6800ピン互換のCPU
- 6502 - 6800ピン互換でない以外は 6501 と同じCPU
- 6507 - CPU。アドレスピン13本
- 6508 - CPU。256バイトRAMとI/Oピン8本
- 6509 - CPU。アドレスピン20本
- 6510 - CPU。クロックピンとI/Oポート
- 6520 - PIA 周辺インタフェースアダプタ
- 6522 - VIA 多用途インタフェースアダプタ
- 6523/6525 - TPI 3ポートインタフェースアダプタ
- 6526/8520/8521 -  CIA 複合インタフェースアダプタ
- 6529 - SPI シングルポートインタフェースアダプタ
- 6530 - RRIOT ROM-RAM-I/O-タイマ
- 6532 - RIOT RAM-I/O-タイマ
- 6545 - CRTC CRTコントローラ
- 6551 - 6551 非同期通信インタフェースアダプタ
- 6581 - コモドール64で使用されたサウンドジェネレーター